# بيل باور (ضابط)
بيل باور (بالإنجليزية: Bill Bower)‏ هو ضابط أمريكي، ولد في 13 فبراير 1917 في رافينا في الولايات المتحدة، وتوفي في 10 يناير 2011 في بولدر في الولايات المتحدة.